# Vol Red Nose 4311
Le 23 mai 2022, un Airbus A320 effectuant le vol Red Nose 4311 est entré en quasi-collision avec le sol lors de sa première tentative d'atterrissage à l’aéroport de Paris-Charles-de-Gaulle.
Alors qu'il atterrissait par mauvais temps avec une visibilité nulle et selon les règles de vol aux instruments, le contrôle aérien a fourni aux pilotes des paramètres de calibrage des instruments de bord incorrects entraînant une descente sous la trajectoire prévue lors de la phase d'atterrissage.
Les pilotes ne se sont pas rendu compte de cette erreur qui a engendré une différence entre l’altitude réelle de l’avion et l’altitude affichée dans le cockpit.
Lors de cette première tentative, les pilotes n'étaient pas conscients qu'ils étaient descendus à une altitude de quinze mètres au dessus du sol lorsqu'ils ont atteint leur hauteur de décision.
Ne voyant pas la piste, les pilotes n'ont pas poursuivi l’atterrissage et ont remis les gaz. À ce moment-là, l'avion était à environ deux mètres au dessus du sol et à une distance d'un kilomètre et demi du seuil de piste en dehors des limites de l'aéroport Paris-Charles-de-Gaulle.
L'évènement est qualifié d'incident grave par le BEA.

## Contexte

### Avion et équipage
L'avion impliqué est un Airbus A320-214 propulsé par deux turboréacteurs à double flux CFM56-5B conçus par GE Aviation et Safran (Snecma). L'avion est livré le 19 novembre 1999 et immatriculé 9H-EMU et reçoit le numéro de série 1087.
Au moment de l'incident, l'avion ne présentait pas de défaut technique en lien avec la quasi-colision au sol et les pilotes possédaient les qualifications nécessaires pour exercer leurs fonctions.
Les procédures d'Airbus en cause dans l'incident ne sont pas différentes de celles prévues dans les manuels d’autres constructeurs comme Boeing, Embraer, Bombardier et ATR.
Le commandant de bord et le copilote avaient respecté les règles de temps de vol et de repos.

## Déroulement du vol

### Première approche

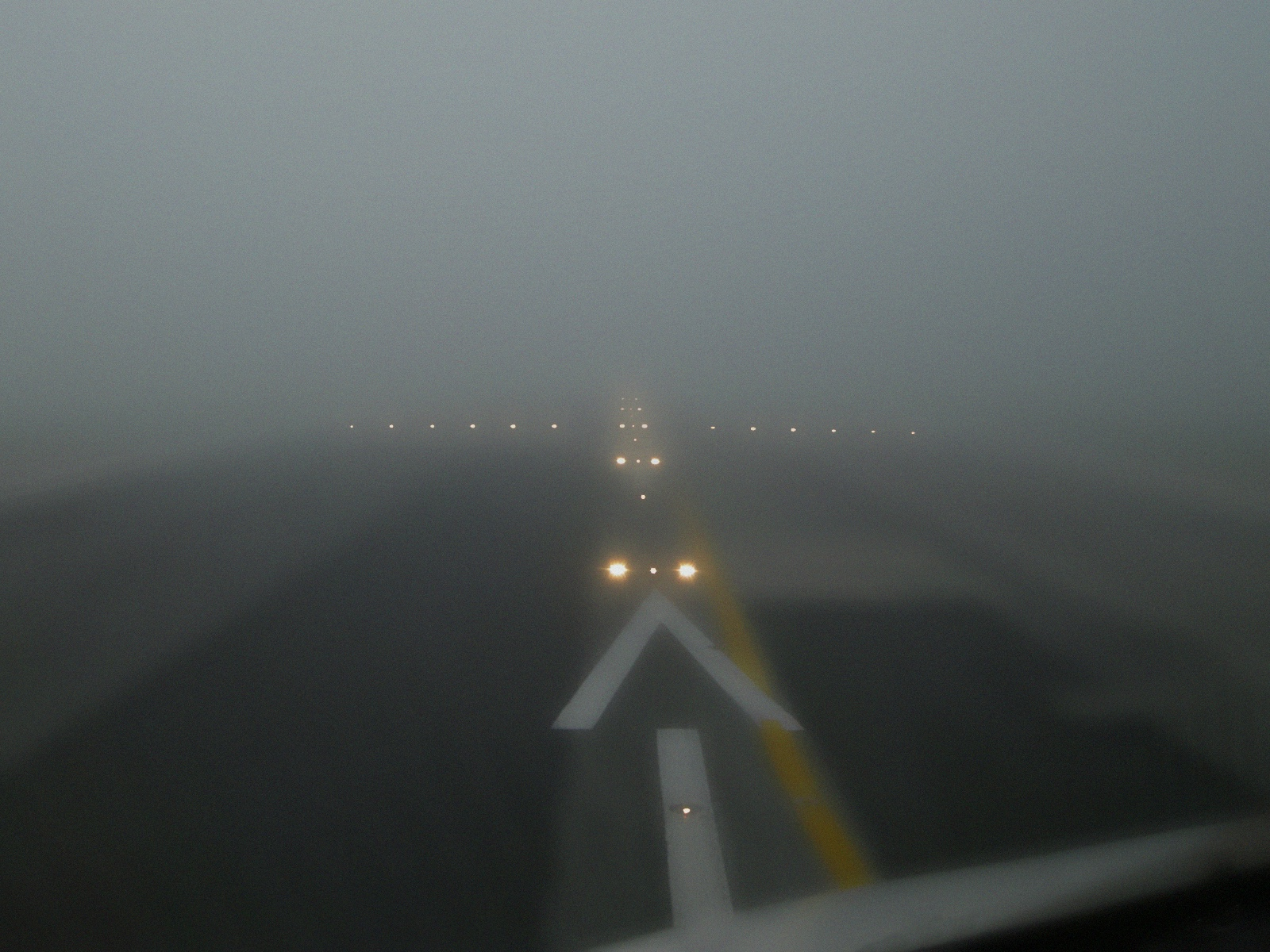
Exemple de visibilité réduite à 200 m sur la piste de l'aéroport Humberto Delgado de Lisbonne.

Le 23 mai 2022, le vol NSZ4311 avec l'indicatif d'appel « Red Nose 4311 » est programmé pour un départ de l'aéroport de Stockholm-Arlanda en Suède à destination de l'aéroport de Paris-Charles-de-Gaulle en France.
La météo à 11 h 32 UTC était de 10 kilomètres de visibilité avec des nuages épars à 1 600 pieds (487,68 m), fragmentés à 2 800 pieds (853,44 m), et peu de cumulonimbus 5 000 pieds (1 524 m),.
Bien que la météo étant changeante ce jour-là, le contrôle aérien a oublié d'allumer le balisage lumineux de la rampe d’approche.
Cependant une averse apparait en bout de piste et le contrôle aérien aurait dû allumer le balisage lumineux, ce qu'il a oublié de faire.
Le vol NSZ4311 approchait sans visibilité vers la piste 27R de l'aéroport de Paris-Charles-de-Gaulle. L'équipage devait alors atterrir selon les règles de vol aux instruments.
En raison de la maintenance du système d'atterrissage aux instruments (ILS), le contrôle aérien demande aux pilotes d'effectuer une approche avec un guidage vertical avec une référence barométrique où la pression atmosphérique permet de déterminer l'altitude de l'appareil.
Avant d'arriver à l'aéroport de Paris-Charles-de-Gaulle, les pilotes se sont renseignés auprès du service automatique de diffusion des informations météorologiques (ATIS) et ils avaient bien noté un QNH de 1001. 
Le contrôle aérien a alors fourni un QNH incorrect (1011 hPa au lieu de 1001 hPa), entraînant une descente d'environ 85 mètres sous la trajectoire prévue.
Les pilotes collationnent l’information sans se rendre compte de l'erreur qui sera utilisée comme référence pour le calage altimétrique de l’avion.
Aucune procédure opérationnelle ne demandait aux pilotes de confirmer la valeur par rapport d'autres sources d'information telles que l'ATIS ou le METAR. Une erreur de calage altimétrique n’est pas détectable directement à partir des instruments et systèmes à disposition des pilotes.
Cette erreur de paramètres a engendré une différence entre l’altitude réelle de l’avion et l’altitude affichée dans le cockpit.
Avec une visibilité nulle, les pilotes pensent continuer sur une trajectoire d’atterrissage normale jusqu'à ce le transpondeur de l'avion transmette automatiquement l'alarme d'avertisseur de proximité de relief (en) à la tour de contrôle.
La procédure veut que les contrôleurs aériens alertent immédiatement les pilotes en leur demandant de vérifier leur altitude et en leur redonnant la valeur du QNH. Mais le contrôleur a mis neuf secondes pour informer l'équipage en utilisant une phraséologie incorrecte et inadaptée qui ne faisait pas paraitre l'urgence de la situation.
À la fin de l'annonce du contrôleur l'avion est à 15 mètres au dessus du sol.

MDA = altitude minimale de descente (Minimum Descent Altitude)
MDH = hauteur de décision minimum (Minimum Decision Height)
MAPt = point d'approche interrompue (Missed Approach Point)

Heureusement, les pilotes pensent arriver à leur hauteur de décision et ne voyant pas la piste, ils décident de suivre la procédure et de redécoller et informent la tour de contrôle. L'avion est alors à 2 mètres au dessus du sol et à une distance d'un kilomètre et demi du seuil de la piste.
Le contrôleur autorise l'équipage à monter à 5 000 pieds (1 524 m) et redonne la valeur du QNH à 1001. Cependant, l'équipage collationne une montée à 5 000 pieds (1 524 m) et un QNH erroné à 1011.
La tour ne relève pas l'erreur de l'équipage. 
Le contrôle aérien allume le balisage lumineux de la rampe d’approche.

### Seconde approche

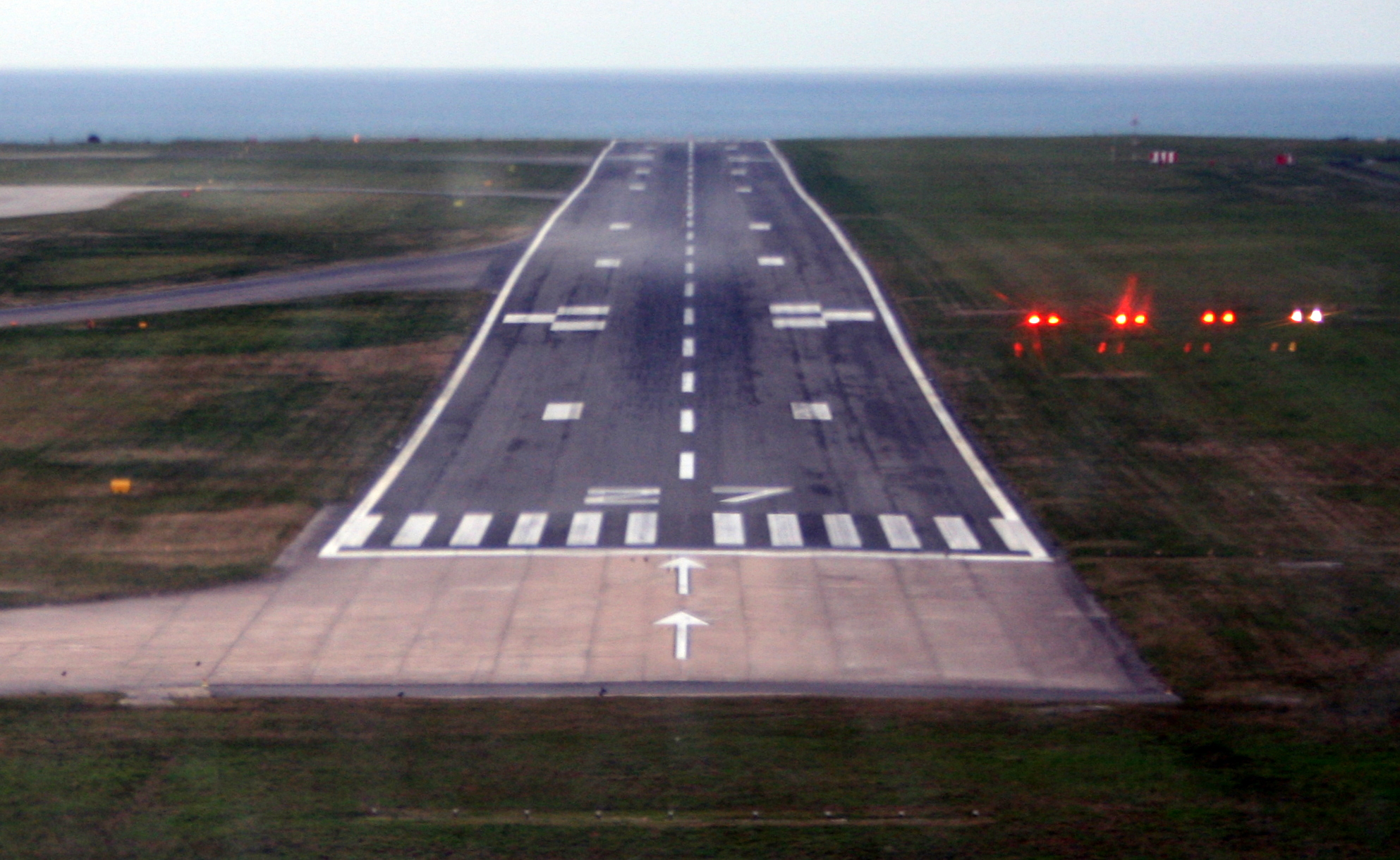
Vue depuis un cockpit de l'indicateur de pente d'approche, qui se trouve ici à droite de la piste.
Les 3 lumières rouges visibles indiquent que l'avion est trop bas.

Lors de sa deuxième tentative d’atterrissage, l'avion vole toujours avec un calage altimétrique erroné de 280 pieds (85,344 m) trop bas.
La tour de contrôle autorise l’atterrissage. À ce moment-là, ni l’équipage ni les contrôleurs aériens ne sont pas conscients que ce paramètre erroné amène de nouveau l’avion sur un plan de descente trop bas,.
À 11 h 55 UTC, l'avertisseur de proximité de relief (en) retentit une nouvelle fois lors de la descente. Le contrôleur aérien avertit l'équipage de l'alerte qui n'a pas compris la raison de ce message.
Malgré la pluie, les pilotes distinguent la portée visuelle de piste et corrigent manuellement leur altitude de descente.
L’atterrissage s’est effectué sans incident supplémentaire,.

## Enquête

### Ouverture de l'enquête
L'incident grave est survenu le 23 mai 2022 vers 11h40 UTC. Le contrôleur de la tour, puis l'organisme de contrôle de l'aéroport Paris-Charles-de-Gaulle ont envoyés une notification d'évènement au BEA.
Le  lendemain, le BEA a ouvert une enquête. Le 25 mai 2022, le BEA informa les entités suivantes de l'ouverture de l'enquête de sécurité :
- l’Autorité d’enquête de Malte, le Bureau of Air Accident Investigation (BAAI), en tant qu’État d’immatriculation et d’exploitation de l’avion ;
- Airbus, le constructeur de l’avion ;
- la Direction des Services de la Navigation Aérienne (DSNA) de la Direction Générale de l’Aviation Civile française (DGAC), le prestataire de service de la navigation aérienne ;
- la Direction de la Sécurité de l’Aviation Civile (DSAC) de la DGAC ;
- l’Agence de l’Union européenne pour la sécurité aérienne (AESA) ;
- l’Organisation de l’Aviation Civile Internationale (OACI).

### Premières constatations
Avec les premiers éléments de l'enquête, le Bureau d'enquêtes et d'Analyses (BEA) a dirigé son attention vers les règles de vol aux instruments (IFR), les communications entre la tour et les pilotes, et les procédures opérationnelles des pilotes et de la tour de contrôle.

### Histoire des aides à la navigation

Le développement des aides à l’atterrissage a commencé dans les années 1920 avec des aides radio fournissant uniquement un guidage latéral. En parallèle se sont aussi développés les systèmes d’atterrissage aux instruments permettant un guidage vertical à l’aide d’un signal radio provenant d’une antenne au sol en plus du guidage latéral.

### Conclusions
Au moment de l'indicent, la conception des règles de vol aux instruments (IFR) repose sur des opérations normales et ne prend donc pas en compte une erreur de calage altimétrique. Les procédures opérationnelles des équipages et celles des contrôleurs aériens n’ont pas permis de prévenir l’usage d’un calage altimétrique erroné. De plus, ni les instruments de l’avion ni les outils du contrôleur aérien n’étaient prévus pour détecter ce type d’erreur.